# Antoine Lécuyer (rugby)
 (novembre 2024).
Si vous disposez d'ouvrages ou d'articles de référence ou si vous connaissez des sites web de qualité traitant du thème abordé ici, merci de compléter l'article en donnant les références utiles à sa vérifiabilité et en les liant à la section « Notes et références ».
Pour les articles homonymes, voir Lécuyer et Antoine Lécuyer.

a Compétitions nationales et continentales officielles uniquement.

Antoine Lécuyer, né le 27 janvier 1924 à Givors et mort le 16 mai 2009 à Pierre-Bénite, est un joueur français de rugby à XV et de rugby à XIII dans les années 1940 à 1950.

## Palmarès

### Rugby à XV

#### Statistiques en club
| Saison    | Saison    | Championnat           | Championnat               | Coupe           | Coupe       |
| Saison    | Saison    | Comp.                 | Class.                    | Comp.           | Class.      |
| --------- | --------- | --------------------- | ------------------------- | --------------- | ----------- |
| 1945-1946 | Lyon O.U. |                       |                           |                 |             |
| 1946-1947 | Lyon O.U. | Championnat de France | 3e phase de qualification |                 |             |
| 1947-1948 | Lyon O.U. | Championnat de France | Poule de cinq             |                 |             |
| 1948-1949 | Lyon O.U. | Championnat de France | Poule de trois            | Coupe de France | 1/32 finale |
| 1949-1950 | Lyon O.U. | Championnat de France | 1/8 finale                | Coupe de France | 1/8 finale  |

### Rugby à XIII
- Collectif :
  - Vainqueur du Championnat de France : 1951 et 1955 (Lyon).
  - Vainqueur de la Coupe de France : 1953 et 1954 (Lyon).
  - Finaliste du Championnat de France : 1953 (Lyon).
  - Finaliste de la Coupe de France : 1951 (Lyon).

#### Statistiques
| Saison    | Saison               | Championnat           | Championnat | Coupe           | Coupe      |
| Saison    | Saison               | Comp.                 | Class.      | Comp.           | Class.     |
| --------- | -------------------- | --------------------- | ----------- | --------------- | ---------- |
| 1950-1951 | US Lyon-Villeurbanne | Championnat de France | Vainqueur   | Coupe de France | Finaliste  |
| 1951-1952 | US Lyon-Villeurbanne | Championnat de France | 1/2 finale  | Coupe de France | 1/2 finale |
| 1952-1953 | US Lyon-Villeurbanne | Championnat de France | Finaliste   | Coupe de France | Vainqueur  |
| 1953-1954 | US Lyon-Villeurbanne | Championnat de France | 1/2 finale  | Coupe de France | Vainqueur  |
| 1954-1955 | US Lyon-Villeurbanne | Championnat de France | Vainqueur   | Coupe de France | 1/8 finale |